# Codevilla
Codevilla – miejscowość i gmina we Włoszech, w regionie Lombardia, w prowincji Pawia.
Według danych na rok 2004 gminę zamieszkiwało 917 osób, 70,5 os./km².